# Hudební skladba

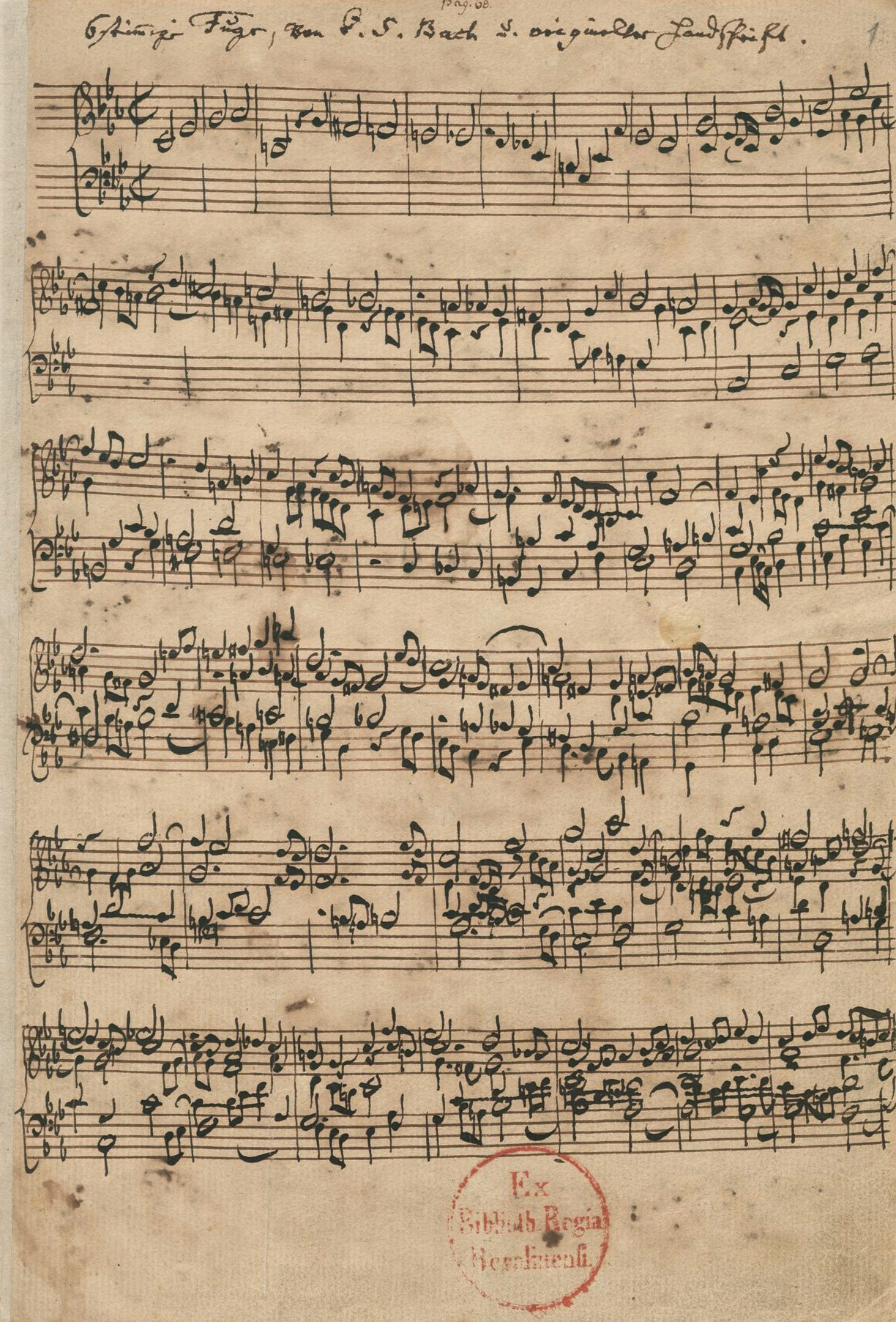
Prvopis skladby Johanna Sebastiana Bacha: "Hudební obětina" z roku 1747, zkomponovaná pro pruského krále Fridricha II, šestihlasý ricercar

V hudbě může skladba (kompozice) znamenat
- hudební umělecké dílo vytvořené skladatelem a vyjádřené v notovém zápise;
- proces vytváření (skládání) takového díla;
- zkratkovité označení pro nauku o skladbě/kompozici, tj. pro popis skládání či návod k němu;
- vyučovací předmět, v němž se předává tato nauka a dovednosti potřebné ke skládání.

## Širší kontext
V širším kontextu tohoto slovního spojení jde o zcela obecný pojem. Může se jednat o libovolné hudební dílo bez ohledu na počet hudebníků, zpěváků, použitých hudebních nástrojů, bez ohledu na žánrové zařazení, etnické vymezení, původ díla atd. Slovo „skladba“ zde vyjadřuje fakt, že konkrétní člověk (a může se jednat i o zcela anonymního autora nebo více autorů) příslušné hudební dílo „složil“ (zkomponoval), respektive cílevědomě vytvořil. Nejde tedy v žádném případě o náhodně nebo pseudonáhodně získaný zvukový souzvuk. Notový zápis v současné době není bezpodmínečně nutný, neboť za skladbu lze považovat i zvukovou nahrávku pořízenou pomocí vhodného záznamového technického zařízení.

## Vlastnosti hudební skladby
Hudební skladbu je většinou možné rozdělit do menších celků, které se opakují nebo střídají. Jednotlivé věty skladby tvoří sloky a refrény, které většinou pravidelným střídáním tvoří celou skladbu. Výše popsaný způsob je typický pro skladby otextované, kde je variabilita skladby daná variabilitou textů písně. U symfonické hudby je variability ve skladbě dosahováno jinými prostředky. Jedná se především o variace na úvodní téma a jeho další rozvíjení.